# Aufmerksamkeitsblinzeln
Aufmerksamkeitsblinzeln (engl.: attentional blink) stellt ein Phänomen in der Kognitionspsychologie dar. Das Aufmerksamkeitsblinzeln ist ein sehr kurzes Aufmerksamkeitsdefizit, welches bei RSVP-Aufgaben (Rapid Serial Visual Presentation) auftritt.
Schon Alan T. Welford postulierte 1952 eine psychologische Refraktärperiode (PRP, psychological refractory period), in der nach Präsentation eines Reizes keine weiteren Reize verarbeitet werden könnten. Die Refraktärperiode sei umso länger, je kürzer die SOA (stimulus onset asynchrony), d. h. der Zeitabstand zwischen den beiden präsentierten Reizen, sei. Diese Überlegungen flossen in Donald Broadbents (1958) Filtertheorie der Aufmerksamkeit ein, die eine serielle Reizverarbeitung mit früher Selektion (bottle-neck) auf Basis physikalischer Reizmerkmale annimmt.

## RSVP-Aufgaben
RSVP bedeutet übersetzt eine schnell aufeinanderfolgende visuelle Präsentation von Reizen, die stets an der gleichen räumlichen Stelle auftauchen. Normalerweise werden die Reize auf einem Bildschirm präsentiert. In der hier vorgestellten Untersuchung waren die Reize jeweils Buchstaben (T für target, X für posttarget, E, A, F usw. als Distraktoren), die im Abstand von 90 ms an der jeweils gleichen Stelle auf dem Bildschirm auftauchten.

## Untersuchung
Es wurden nun die Buchstaben hintereinander auf dem Bildschirm dargeboten. Die Versuchspersonen wurden dazu instruiert, das T zu identifizieren, also ihre Aufmerksamkeit darauf zu lenken. Sofort anschließend (im Abstand von 90 ms) tauchten weitere Reize auf, einer von ihnen war der zweite Zielreiz, das X. Auf diesen sollten sie auch reagieren, sofern sie ihn sahen. Der zweite Zielreiz X kann also an der Stelle 1 (entspricht einer Verzögerung von 90 ms nach dem Zielreiz 1), an der Stelle 2 (Verzögerung von 180 ms), bis zur Stelle 8 (Verzögerung von 720 ms) nach dem Zielreiz 1 dargeboten werden. In diesem Fall würden sieben andere Buchstaben (Distraktoren) zwischen dem Zielreiz T und dem Zielreiz X auftauchen.

## Ergebnisse
Wurde der Zielreiz 2 an den Stellen 2 und 3 nach dem Zielreiz 1 dargeboten, so war die Wiedererkennungsrate mit Abstand am schwächsten (ungefähr 10 %). Kam der Zielreiz 2 an den Stellen 1, 4, 5, 6 und 7 vor, so war die Wiederkennungsrate auch relativ schwach (im Durchschnitt 30 %). Wurde der Zielreiz 2 jedoch an der Stelle 8 nach dem Zielreiz 1 dargeboten, so lag die Wiedererkennungsrate bei über 80 %.
Die Autoren schlussfolgerten daraus, dass eine temporäre Unterdrückung der Aufmerksamkeit die Ursache für die schlechten Wiedererkennungsraten ist, die durch die Verarbeitung und Speicherung der Information über den Zielreiz 1 zustande kommt. Der Attentional Blink tritt also – je nach Versuchsanordnung – 180 ms, nachdem der Zielreiz identifiziert werden musste, auf und besitzt eine Dauer von mindestens 270 ms. In dieser Zeitspanne ist es kaum möglich, einen zweiten Zielreiz zu identifizieren.

## Modell
In einem weiteren Experiment derselben Studie wurden zwei Versuchsanordnungen gegenübergestellt, um ihre Auswirkungen auf den Attentional Blink zu testen. Im ersten Fall wurde direkt (90 ms) nach dem Zielreiz 1 kein weiterer Reiz dargeboten. Erst 180 ms (an Stelle 2) nach Zielreiz 1 tauchte der nächste Reiz auf. Es zeigte sich, dass dieses Weglassen des ersten Reizes nach dem Zielreiz 1 genügte, um keinen Attentional Blink auszulösen.
Im zweiten Fall genügte hingegen ein einziger Reiz direkt nach dem Zielreiz, um den Attentional Blink auszulösen, auch wenn danach keine weiteren Distraktoren folgten. Der Zielreiz 2 musste natürlich folgen, um den Attentional Blink zu bestätigen.
Die Autoren schlussfolgerten daraus, dass die Verarbeitung des Zielreizes 1 eine gewisse Zeit benötigt, die unter 180 ms liegt. Folgt innerhalb dieser 180 ms bereits ein weiterer Reiz, auf den geachtet werden muss, weil er der Zielreiz sein könnte, so kommt es zu einer Art Schutzmechanismus gegen kognitive Überlastung, indem die Aufmerksamkeit „die Tür zu macht“. Die Tür bleibt so lange verschlossen, bis die kognitive Verwirrung wieder beseitigt ist, und man wieder Informationen aufnehmen und verarbeiten kann. Dieser Vorgang wird als Attentional Blink bezeichnet und dauert mindestens 270 ms.